# زوهر بالا
زوهر بالا (عبری: זהר עילית‎)، همچنین روگم زهر، یک مکان باستان‌شناسی در حومه شهر عراد در کشوراسرائیل است. بنا بر باور تاریخدانان در گذشته این مکان یک دژ بیزانسی بوده و بخشی از خط دفاعی رومیان در برابر بیابانگردان بوده است. اما امروزه، تحقیقات جدید نشان می‌دهد که این بنا به دلایل تجاری، اقتصادی و نه از لحاظ نظامی ساخته شده است.